# ウィリアム・ボーラ
ウィリアム・エドガー・ボーラ（英:William Edgar Borah、1865年6月29日-1940年1月19日）は、アメリカ合衆国の著名共和党員、弁護士であり、長期間アイダホ州選出のアメリカ合衆国上院議員を務めた。その弁舌の技術と孤立主義的見解で注目された。その人生後半の渾名は「アイダホのライオン」だった。

## 初期の経歴
ボーラはイリノイ州ウェイン郡の公立学校およびエンフィールドのサザン・イリノイ・アカデミーで教育を受けた。H・T・ウェブスターが1916年に出版した漫画によれば、少年時代に鉄道の車掌になりたいという願望があった。1885年にカンザス大学に入学したが、新入生の年に結核を患って退学を余儀なくされた。ボーラは法律を勉強し、1887年9月に法廷弁護士として認められた。カンザス州ライアンズで法律実務を行った後、1890年にアイダホ州ボイシに移転し、その新しい州で最も傑出した弁護士になった。
ボーラは、牛の放牧会社で働いていた牧童を殺したとして告発された"ダイアモンドフィールド・ジャック"・デイビスの死刑判決を変更した事に抗議する手紙を赦免委員会に送ったことがあった。ボーラは1902年にアメリカ合衆国上院議員になることを目指したが、アイダホ州議会ではウォレス出身の共和党員弁護士ウェルドン・B・ヘイバーンに敗れた。
後に上院議員になった直後の1907年、元アイダホ州知事フランク・ストイネンバーグを殺害した廉で"ビッグ・ビル"・ヘイウッドとその他急進的労働組合役員2人の全国的に報道された裁判で、検察官としてのボーラはクラレンス・ダロウと対決した。
ボーラは1895年にウィリアム・J・マコーネル知事の娘、メアリー・マコーネルと結婚した。夫妻には子供が無かった。
セオドア・ローズヴェルト大統領の娘である愛人アリス・ローズヴェルト・ロングワースとの間に娘ポーリナ・ロングワースが生まれた。

## 上院議員
1906年、アイダホ州議会は州選出のアメリカ合衆国上院議員について、論争のあった民主党員現職のフレッド・デュボアの替わりにボーラを選出した。ボーラは1912年にも州議会によって再選され、一般選挙になった後も1918年、1924年、1930年および1936年と4度再選された。アイダホ州の歴史の中でも最も長くアメリカ合衆国議会議員を務めた者となっている。
1908年から1912年には共和党全国委員会の委員となり、1912年共和党全国大会の代議員となった。上院議員としてのボーラは党に忠実であるよりも原則を曲げない者となり、そのことで「偉大な反対者」という渾名も貰った。外交政策では縺れた国家間の同盟を嫌い、傑出した反帝国主義かつ民族主義者となって、アメリカのリベラル政治とヨーロッパ大国政策の分離を続けることに賛成した。一連の世界経済協議会を開くことを奨励し、低い関税に賛成した。
1919年、ボーラとの他の共和党上院議員、著名な者としてはマサチューセッツ州のヘンリー・カボット・ロッジやカリフォルニア州のハイラム・W・ジョンソンが、第一次世界大戦を終わらせるヴェルサイユ条約と国際連盟の設立の上院における批准についてウッドロウ・ウィルソン大統領と衝突した。ボーラは、条約と連盟に妥協せずに反対することで注目された上院議員集団、「イレコンシラブルズ」（妥協しない人）の指導者として頭角を現した。1919年の間、ボーラとジョンソンは、ウィルソン大統領が条約を支持する演説旅行に出たのに対抗して、条約に反対する国内行脚を行った。1919年11月19日、上院議場で行ったボーラの条約と国際連盟に反対する印象的な演説が最終的に上院の拒否決議に繋がることになった。
1925年から1933年、ボーラは上院外交委員会の委員長を務めた。その時にソビエト連邦の認知に賛成してソ連寄りの見解で知られるようになり、モスクワがアメリカ合衆国と公式の関係を持たない期間に、権限を越えたやり方でソビエト政府との仲介を行うこともあった。噂に拠れば、クレムリンの政府はボーラのことを高く評価していたので、この上院議委員の紹介状以外何も持たなくてもアメリカ市民がソビエト連邦の中を旅行できる許可を得ることができたということである。
上院外交委員長時代にはフランク・ケロッグ、ジョン・デューイ、サーモン・レヴィンソン、ジェームズ・T・ショットウェルらと共にパリ不戦条約の締結に尽力した。
内政では、アメリカ合衆国労働省や同児童局を創設する法案を提案した。ウォレン・ハーディング政権のスキャンダルを暴いたとされる上院議員達の一人となった。1932年、世界恐慌の中でハーバート・フーヴァー大統領の保守的な政策に飽きたらず、フーバーの再選を求めた運動への協力を公然と拒否した。
民主党のフランクリン・ルーズベルトにフーバーが敗れた後、ボーラはこのとき上院の長老となっており、ニューディール政策の特定の政策、例えば老齢年金や執行命令によるアメリカ合衆国市民の金（きん）の没収については支持したが、他の全国産業復興法や農業調整法などには反対した。

## 個性と見解
ボーラは革新派共和党員であり、しばしば党の保守派とは強く意見が対立した。頑固だという評判もあった。保守的な大統領カルビン・クーリッジがボーラの乗馬好きの話を聞いたとき、大統領は「ボーラ上院議員が馬と同じ方向に進むと想像するのは難しいね」と答えたということである。
アイダホ州の保守派共和党員で著名な知事かつ後にアメリカ合衆国上院議員となったフランク・R・グッディングもしばしばボーラとの確執があった。自身の党内から反対があったにも拘わらず、ボーラはアイダホ州内や他の地域で強い政治力を持ち続けた。
当時、米国公認会計士協会会長だったウォレス・E・オルソンは、所得税法やその税率を冷笑してアメリカ合衆国議会での討論に次のように報告した。
1931年、ボーラはヴェルサイユ条約とポーランド回廊の改定、および昔のハンガリー王国からオーストリア、チェコスロバキア、ルーマニアおよびユーゴスラビアに領土を割譲したトリアノン条約の改定に賛成すると表明した。
1932年、ボーラはジュネーヴで会した1933年ロンドン経済協議会の起案者達の提案、すなわちアメリカ合衆国は世界恐慌からの回復手段として政府間負債を清算すべきという案に強い反対を表明した。

## 1936年アメリカ合衆国大統領選挙
1936年、71歳のボーラは共和党革新派を再活性させるために、アイダホ州の出身者としては初めてアメリカ合衆国大統領選挙に出馬した。ボーラが候補者になることは共和党保守派の指導層に反対され、ルーズベルトには取り合われなかった。ボーラはほんの一握りの代議票を得ただけだった。ウィスコンシン州という1つの州だけ、代議員の過半数を得たが、その州では進歩的上院議員ロバート・M・ラフォレット・ジュニアがボーラを支持したからだった。ボーラは共和党の候補者になったアルフ・ランドンの支持を拒み、ボーラは党の境界を越えてルーズベルトを支持するのではないかと考える者もいた。結局4年前にそうだったように、ボーラはいずれの候補者も支持しないことを選んだ。

## 遺産
ボーラは大統領選挙で失敗しても、その長い政歴を通じてアイダホ州の選挙民には個人的に人気を保ち続けた。アイダホ州選出の上院議員である間、共和党員からも民主党員からも深刻な政治的挑戦を受けることは無かった。大統領選挙を降りた後の1936年後半、ニューディール政策で民主党はその高潮期にあったが、再選を目指した上院議員選挙ではルーズベルトの同調者でアイダホ州知事を3期務めたC・ベン・ロスに対して、投票総数の60%以上を得て当選した。

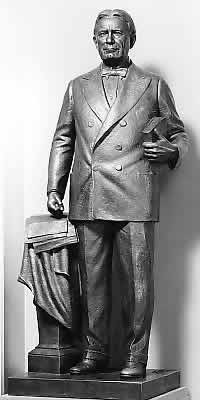
国立彫像ホール・コレクションに展示されているボーラの彫像

ボーラは、セオドア・ルーズベルト元大統領の娘で、仲間の政治家ニコラス・ロングワースの妻だったアリス・ロングワースと長い間の情事があった。アリス・ロングワースの一人娘で、結婚してから20年近く経って生まれたポーリナ・ロングワースの実の父親であるという噂があった。ボーラの死後、ゴア・ビダルによってポーリナの父として結びつけられたが、当時ビダルはその主張を裏付ける多くのデータを出さなかった。アリス・ルーズベルト・ロングワースの日記がその伝記作者である歴史家ステイシー・A・コーデロイに利用できるようになり、ボーラが父であることをアリス自身が認めたことを見付けて出版した。その他、キャロル・フェルゼンタール、ベティ・ボイド・キャロリのような歴史家や、タイム・マガジンのジャーナリスト、レベッカ・ウィンターズ・キーガンもポーリナ・ロングワースの父はボーラであると表明し、この知識はワシントンD.C.で一般に認められたものであることを示した。
ボーラはその公的な高潔性、流暢な演説能力およびその選挙区民に対する誠実な関心で知られたまま、1940年1月19日にワシントンD.C.で脳出血のために死んだ。満74歳だった。ボイシのモリスヒル墓地に埋葬されている。
1947年、アイダホ州は州に割り当てられた2体の彫像の1つとして、ワシントンD.C.アメリカ合衆国議会議事堂の国立彫像ホール・コレクションにボーラの銅像を寄贈した。標高12,662フィート (3,859 m) とアイダホ州で最高峰であるボーラ山はボーラに因んで名付けられたものであり、ボイシのボーラ高校とコー・ダリーンのボーラ小学校という2つの公立学校も同様である。アイダホ大学では毎年の外交に関するシンポジウム、寮および学生自治会館の劇場がボーラの名前を冠している。
ワシントンD.C.でのボーラの住いだったウィンザーロッジのウィリアム・E・ボーラ・アパートメントは1976年にアメリカ合衆国国定歴史建造物に指定された。
1973年から1984年にカナダ首席判事を務めたボーラ・ラスキンはボーラに因んで名付けられた。

## ヒトラーの引用
ボーラは、ドイツがポーランドに侵攻した後の1939年9月に、「神よ、もし私がヒトラーと語っておれば、このことは全て避けられたかもしれない」と言ったと伝えられているのが今日最も知られていることかもしれない。この引用の出典は、当時インターナショナル・ニューズサービスのワシントン支局長だったウィリアム・キンゼー・ハッチンソンが編集し著した1940年の上院文書『ウィリアム・E・ボーラ閣下の生涯と業績に関する新しい記事』である。ボーラがこの発言をしたという他の公的記録は無い。ボーラはハッチンソンがこの文書を出版する前に死んでおり、それを否定も肯定もできなかった。よってその信憑性は疑わしいままである。
この引用は純粋な外交の力への信念について愚直さとも伝えられる証拠として繰り返し取り上げられてきた。保守的評論家チャールズ・クラウトハマーはその論説で少なくとも3度この引用に触れている。すなわち1989年の中国、1994年の北朝鮮、および2006年のイランとの交渉に対する類似性を挙げたときだった。2006年8月、アメリカ合衆国国防長官ドナルド・ラムズフェルドは、「テロリスト達と別に平和交渉をしようと」欲する者達を非難するときにこの引用に触れた。
2008年5月15日、アメリカ合衆国大統領ジョージ・W・ブッシュはイスラエルの建国60周年を祝うときにクネセト（イスラエル議会）に対する演説でこの言葉を引用し、その後に「我々がテロリストや過激派と交渉すべきと信じている者がいるように見えるが、あたかも巧妙な議論によれば彼らが全て間違っていると説得できるかのようだ。」と付け加えた。バラク・オバマ自身を含めて何人かの者は、ブッシュのコメントは、オバマがイランの指導者達と喜んで交渉する用意があると言ったことに対する批判であると解釈した。ホワイトハウスのスタッフは、この引用がアメリカ合衆国はハマースと進んで会うべきだと言った元大統領のジミー・カーターを批判する意味合いが強いと述べた。

## その他の語録
- 法律あるいは法による直接の信念で世論をコントロールできることよりも脳にはびこった愚かなキメラはいらない。そうするための野蛮な望みよりも心を苦しめる有害な感情はいらない。審問の場は開かれたままであり、議論する権利は神聖な権利と見なされなければならない。1917年[18]
- アメリカは全世界から尊敬され称賛される位置に上り詰めてきた。アメリカはその関心事を心に留めることでそうしてきた。...ヨーロッパとアメリカの仕組みは一致しない。1919年、国際連盟に反対するブルックリンでの演説[19]

| アメリカ合衆国上院              | アメリカ合衆国上院                                                | アメリカ合衆国上院            |
| ------------------------------- | ----------------------------------------------------------------- | ----------------------------- |
| 先代 フレッド・デュボア         | アイダホ州選出のアメリカ合衆国上院議員 1907年3月4日–1940年1月19日 | 次代 ジョン・W・トーマス      |
| 公職                            |                                                                   |                               |
| 先代 ヘンリー・カボット・ロッジ | 上院外交委員会委員長 1924年–1933年                                | 次代 キー・ピットマン         |
| 名誉職                          |                                                                   |                               |
| 先代 リード・スムート           | 上院長老 1933年3月4日–1940年1月19日                               | 次代 エリソン・D・スミス      |
| 受賞や功績                      |                                                                   |                               |
| 先代 ジェラシオ・カエターニ     | 『タイム』誌の表紙を飾った人物 1924年5月5日                       | 次代 ホーマー・サン＝ゴーダン |